# Xosé Fortes Bouzán
Xosé Fortes Bouzán (Cotobade, Pontevedra, 1934) es un militar e historiador español. Fundador de la Unión Militar Democrática (UMD), fue encarcelado y expulsado del Ejército. En 1987 reingresó con la graduación de coronel. Es padre de la escritora Susana Fortes y del periodista Xabier Fortes.

## Biografía
En 1975, siendo capitán de infantería, fue detenido y procesado por pertenecer a la Unión Militar Democrática (UMD), organización clandestina fundada en septiembre de 1974 con el objetivo de democratizar las Fuerzas Armadas y derrocar la dictadura. Acusado de «conspiración para la rebelión», fue condenado a cuatro años de prisión. Como capitán del ejército español fue uno de los contactos en España con los capitanes de abril portugueses que participaron en la Revolución de los Claveles.
Licenciado en Filosofía y Letras, tras ser expulsado del Ejército, ejerció la docencia en Pontevedra, impartiendo clases de historia. Fue director de la primera revista infantil y juvenil en gallego: Vagalume (1976).
En 1979 se presentó a los comicios como independiente, dentro de la lista de Unidade Galega —formación nacionalista e izquierdista—, por la que resultó elegido concejal del Ayuntamiento de Pontevedra y asumió el cargo de teniente de alcalde de Urbanismo en la primera corporación democrática. Posteriormente fundaría el partido Irmandade Galega, con el que concurriría a las urnas.
En 1987 reingresó en el Ejército con la graduación de coronel, en virtud de la Ley 24/1986, de 24 de diciembre, de rehabilitación de militares profesionales.
Colaborador habitual en la prensa gallega, en los años ochenta dirigió el programa de radio Historia viva. Posteriormente, participó en la serie de televisión Os Viaxeiros da luz (1991). Entre 1998 y 2005 fue coordinador en Pontevedra de los cursos de verano de la Universidad Internacional Menéndez Pelayo.
En 2007 interpretó a un general franquista en la película Los girasoles ciegos, del cineasta José Luis Cuerda.

## Distinciones
En 2009 recibió la Medalla al Mérito Militar del Ministerio de Defensa.

## Obra
- El ejército y la política en el reinado de Isabel II (Tesis de licenciatura). 1970.

- Qué son las Fuerzas Armadas. 1977.
- F (1983). Proceso a nueve militares demócratas: las fuerzas armadas y la UMD.
- La Ría de Pontevedra. 1986.
- La Coruña : La Voz de Galicia, D.L. 1993, ed. (1993). Historia de la ciudad Pontevedra. ISBN 84-88254-20-2.
- Galicia y el mar. 1993.
- Pontevedra en el espejo del tiempo. 1995.
- O Instituto de Pontevedra. 1997.
- En la piel de los héroes. 2024.